# 1. Feldartillerie-Brigade Nr. 23
Die 1. Feldartillerie-Brigade Nr. 23, auch 1. (Königlich Sächsische) Feldartillerie-Brigade Nr. 23  war ein Großverband der Sächsischen Armee.

## Geschichte
Die 1. Feldartillerie-Brigade Nr. 23  war Teil der Sächsischen Armee, die nach Artikel 63 Absatz 1 der Reichsverfassung vom 16. April 1871 auch im Deutschen Kaiserreich noch rechtlich eigenständig blieb. Sie hatte ihren Ursprung  im 1810 errichteten Kommandant des sächsischen Artillerie Korps. Zum Jahresbeginn 1869 wurde dieser Verband zur Artillerie-Brigade Nr. 12, am 16. November 1895 in 1. Kgl. Sächs. Feldartillerie-Brigade Nr. 12 und zum 1. Oktober 1901 in 1. Königlich Sächsische Feldartillerie-Brigade Nr. 23 umbenannt.
Am 16. Februar 1917 wurde sie zum Artillerie-Kommandeur 23 umfunktioniert, dem damit die taktische Führung der gesamten Feld- und schweren Artillerie oblag.
Sie war von 1899 an Teil der 23. Division, die dem XII. Armee-Korps in Dresden zugeordnet war.

### Gliederung
- 1867 bis 1872

Kgl. Sächs. Feld-Artillerie-Regiment Nr. 12, Kgl. Sächs. Festungs-Artillerie-Regiment Nr. 12, Kgl. Sächs. Pionier-Bataillon Nr. 12, Kgl. Sächs. Train-Bataillon Nr. 12
- 1872 bis 1875

Kgl. Sächs. Feld-Artillerie-Regiment Nr. 12 Korps-Artillerie, Kgl. Sächs. Feld-Artillerie-Regiment Nr. 12 Divisions-Artillerie, Kgl. Sächs. Pionier-Bataillon Nr. 12, Kgl. Sächs. Train-Bataillon Nr. 12
- 1875 bis 1889

Kgl. Sächs. 1. Feld-Artillerie-Regiment Nr. 12, Kgl. Sächs. 2. Feld-Artillerie-Regiment Nr. 28, Kgl. Sächs. Pionier-Bataillon Nr. 12, Kgl. Sächs. Train-Bataillon Nr. 12
- 1889 bis 1891

Wie vor, zusätzlich Kgl. Sächs. 3. Feld-Artillerie-Regiment Nr. 32
- 1892 bis 1899

Wie vor, ohne Pionier-Bataillon Nr. 12
- 1899 bis 1913

Kgl. Sächs. 1. Feld-Artillerie-Regiment Nr. 12, Kgl. Sächs. 4. Feld-Artillerie-Regiment Nr. 48, Kgl. Sächs. 1. Train-Bataillon Nr. 12
- 1914

Kgl. Sächs. 1. Feld-Artillerie-Regiment Nr. 12 und Kgl. Sächs. 4. Feld-Artillerie-Regiment Nr. 4
- Kriegsgliederung bei Mobilmachung 1914

Kgl. Sächs. 1. Feld-Artillerie-Regiment Nr. 12 und Kgl. Sächs. 4. Feld-Artillerie-Regiment Nr. 48
- Kriegsgliederung am 2. Juni 1918

Feldartillerie-Kommandeur Nr. 23:
Kgl. Sächs. 1. Feld-Artillerie-Regiment Nr. 12 und I./Fußartillerie-Regiment Nr. 19

### Deutscher Krieg 1866
Im Krieg Preußens gegen das Kaisertum Österreich kämpften die Truppen des Königreichs Sachsen gegen Preußen. Die  Brigade wurde geführt durch General Albert Schmalz.

### Deutsch-Französischer Krieg 1870/1871
Im Deutsch-Französischen Krieg führte General Bernhard von Funcke die sächsischen Truppen  in der Schlacht bei Gravelotte sowie in der Schlacht bei Sedan.

### Erster Weltkrieg
Mit Kriegsbeginn kam die Brigade im Verband der 23. Division kämpfte die Brigade ausschließlich an der Westfront, wo sie bis zur Räumung der besetzten Gebiete verblieb.
Zu den Kampfhandlungen, Gefechten und Schlachten siehe Kampfgeschehen der 23. Division.

### Brigadekommandeure
| Name                                                  | Datum                                     |
| ----------------------------------------------------- | ----------------------------------------- |
| Kommandant des Königlich-sächsischen Artillerie-Korps |                                           |
| Otto Birnbaum                                         | 1810 bis 1814                             |
| Gustav Gottfried von Hoyer                            | 1814 bis 1815                             |
| Gustav Ludwig Ferdinand Raabe                         | 1815 bis 1817                             |
| Heinrich Moritz Birnbaum                              | 1817 bis 1845                             |
| Franz Leopold Homilius                                | 1845 bis 1849                             |
| Heinrich Schmidt                                      | 1849 bis 1851                             |
| Wilhelm Heinrich von Rouvroy                          | 1851 bis 1861                             |
| Julius Anton Törner                                   | 1861 bis 1865                             |
| Albert Schmalz                                        | 1865 bis 1868                             |
| Bruno Julius Köhler                                   | 1868 bis 31. Dezember 1868                |
| (Feld-)Artillerie-Brigade Nr. 12                      |                                           |
| Bruno Julius Köhler                                   | 1. Januar 1869 bis 30. September 1871     |
| Bernhard von Funcke                                   | 1. Oktober 1871 bis 31. Januar 1880       |
| Gustav von Schubert                                   | 1. Februar 1880 bis 22. Januar 1885       |
| Otto von Schweingel                                   | 23. Januar 1885 bis 31. Januar 1889       |
| Ernst Hugo von Wolf                                   | 1. Februar 1889 bis 24. September 1890    |
| Hermann Haberland                                     | 25. September 1890 bis 23. März 1893      |
| Georg von Schlieben                                   | 24. März 1893 bis 31. März 1897           |
| Adolf von Rabenhorst                                  | 1. April 1897 bis 22. März 1901           |
| Hans von Kirchbach                                    | 23. März 1901 bis 1. Oktober 1901         |
| 1. Kgl. Sächs. Feldartillerie-Brigade Nr. 23          |                                           |
| Hans von Kirchbach                                    | 1. Oktober 1901 bis 9. Februar 1903       |
| Alfred Mehlborn                                       | 23. April 1904 bis 14. April 1908         |
| Egon von Gersdorff                                    | 15. April 1908 bis 15. Juli 1908          |
| Hermann Meißner                                       | 16. Juli 1908 bis 8. Dezember 1911        |
| August Bierling                                       | 9. Dezember 1911 bis 12. September 1912   |
| Arthur Zincke                                         | 13. September 1912 bis 16. September 1914 |
| Karl Dammüller                                        | 17. September 1914 bis 21. September 1914 |
| Charles Garke                                         | 22. September 1914 bis 16. Februar 1917   |
| Arko 23                                               |                                           |
| Charles Garke                                         | 16. Februar 1917 bis 25. Juli 1917        |
| Georg Richter                                         | 26. Juli 1917 bis Kriegsende              |